# Rabūpura
Rabūpura är en ort i Indien.   Den ligger i distriktet Gautam Buddha Nagar och delstaten Uttar Pradesh, i den norra delen av landet, 60 km sydost om huvudstaden New Delhi. Rabūpura ligger 200 meter över havet och antalet invånare är 13 949.
Terrängen runt Rabūpura är mycket platt. Runt Rabūpura är det tätbefolkat, med 683 invånare per kvadratkilometer. Närmaste större samhälle är Jewar, 15,0 km söder om Rabūpura. Trakten runt Rabūpura består till största delen av jordbruksmark.